# Organizacja zawodowa
Organizacje zawodowe – rodzaj organizacji społecznych. 

## Według kodeksu postępowania administracyjnego
Według kodeksu postępowania administracyjnego jest to jeden z wyszczególnionych typów organizacji społecznej, obok organizacji samorządowej, spółdzielczej lub innej organizacji społecznej. Przykładem jest związek zawodowy.

## Według Konstytucji RP
Pojęcie organizacji zawodowej pojawia się także w art. 191 ust. 1 pkt 4 Konstytucji RP, gdzie pomimo braku ścisłej definicji ma znaczenie inne niż to określone definicją w kpa, gdyż wymienione jest obok związku zawodowego jako odrębny typ organizacji. 
W postanowieniu z 30 maja 2000 r. (U 5/99, OTK ZU nr 4/2000, poz. 114) Trybunał Konstytucyjny wskazał przesłanki, którym musi odpowiadać organizacja zawodowa w rozumieniu art. 191 ust. 1 pkt 4 Konstytucji. Stwierdził, że organizacja zawodowa winna spełniać „kryterium podmiotowe (zrzeszać osoby fizyczne), kryterium przedmiotowe (członkowie danej organizacji winni stale i w celach zarobkowych wykonywać jedno lub kilka wyodrębnionych zajęć, które mogą być uznane za zawód) oraz kryterium funkcjonalne (podstawowym celem i funkcją takiej organizacji winno być reprezentowanie całego środowiska, całej grupy zawodowej)”. 
Kryteria te spełniają w praktyce organizacje zawodowe w rozumieniu kpa (inne niż związki zawodowe), a także m.in. zrzeszenie Polski Związek Łowiecki oraz niektóre organizacja samorządowe tj. samorząd zawodu zaufania publicznego, samorząd zawodu służby publicznej, samorząd gospodarczy rzemiosła, w wybranych przypadkach samorząd zawodowy niektórych przedsiębiorców, a jedynie wyjątkowo izba gospodarcza.